# 정읍시의회
정읍시의회는 전북특별자치도 정읍시 지역을 관할하는 기초의회이다.